# Misagh-2
Die Misagh-2 ist ein iranisches Kurzstrecken-Boden-Luft-Lenkwaffensystem, das als Man Portable Air Defense System (MANPADS) zur Bekämpfung von Hubschraubern und Kampfflugzeugen in niedriger Flughöhe konzipiert ist.

## Technik
Das Misagh-2-System ist ein iranischer Nachbau der chinesischen QianWei-2-MANPADS, die wiederum ein Nachbau der russischen 9K310 Igla-1 ist. Des Weiteren stellt sie eine modernisierte Version der Misagh-1 dar. Der damals amtierende iranische Verteidigungsminister initiierte die Massenproduktion am 2. Februar 2006. Im Februar 2017 stellte das iranische Verteidigungsministerium die modernisierte Version, die Misagh-3, vor.

## Einsatz
Seit Mitte der 2000er-Jahre wird die Misagh-2 neben anderen MANPADS-Typen bei den iranischen Streitkräften eingesetzt. Außerdem scheint das System an pro-schiitische Gruppierungen, die am Huthi-Konflikt beteiligt sind, geliefert worden zu sein.